# Danh sách quân chủ Triều Tiên
Dưới đây là một danh sách gồm quân chủ các nhà nước của người Triều Tiên:

## Cổ Triều Tiên
Cổ Triều Tiên (2333 TCN ? (ko) – 108 TCN) là vương quốc đầu tiên của Triều Tiên. Nó được cho là được thành lập bởi Vương Kiệm năm 400 TCN, mặc dù năm nền tảng vẫn đang được tranh cãi giữa các nhà sử học . Bằng chứng khảo cổ văn hóa của Cổ Triều Tiên được tìm thấy ở miền bắc Triều Tiên và Liêu Ninh. Từ thứ 9 đến thế kỷ thứ 4 trước Công nguyên, nhiều bằng chứng lịch sử và khảo cổ khác nhau đã cho thấy Cổ Triều Tiên là một quốc gia hưng thịnh và độc lập.
| Đời | Tên thụy            | Tên Hán Việt     | Hán tự   | Hangul   | Romaja          | Thời gian tại vị      | Chú thích |
| --- | ------------------- | ---------------- | -------- | -------- | --------------- | --------------------- | --------- |
| 1   | Đàn Quân 檀君       | Vương Kiệm       | 檀君王儉 | 단군왕검 | Dangun Wanggeom | 2333 TCN ?─2240 TCN ? |           |
| ?   | Văn Thánh Đại Vương | Munseong-daewang | 箕子     | 기자     | Gija            | ??─??                 |           |
| ?   | Chuẩn Vương         | -                | 準王     | 준왕     | Jun-wang        | 161 TCN ?─??          |           |
| ?   | Vệ Mãn              | -                | 衛滿     | 위만     | Wiman           | 194 TCN─??            |           |
| ?   | -                   | -                | -        | -        | -               | ?─129 TCN             |           |
| ?   | Hữu Cừ Vương        | -                | 衛右渠   | 우거왕   | Ugeowang        | 129 TCN─108 TCN       |           |

## Phù Dư
Phù Dư (thế kỷ thứ 2 TCN - 494 SCN) cai trị ở Đông Bắc Trung Quốc hiện đại ngày nay. Các nhà lãnh đạo của nó tiếp tục sử dụng danh hiệu Đàn Quân . Một số tài liệu chia nó thành Bukbuyeo (Bắc Phù Dư) và Dongbuyeo (Đông Phù Dư). Quốc gia này sau đó sáp nhập vào Cao Câu Ly.

### Đông Phù Dư
Các nhà lãnh đạo của Đông Phù Dư (86 -22 TCN) thuần phục Bắc Phù Dư năm 86 TCN, và do đó sử dụng danh hiệu Wang ("Vua").
| Đời | Tên riêng (Hán Việt) | Tên riêng (Hán tự) | Tên riêng (Hangul) | Tên riêng (Romaja) | Thời gian tại vị |
| --- | -------------------- | ------------------ | ------------------ | ------------------ | ---------------- |
| 1   | Giải Phu Lũ          | 解夫婁             | 해부루             | Hae Buru           | 86 TCN─48 TCN    |
| 2   | Kim Oa               | 金蛙王             | 금와왕             | Geumwawang         | 48 TCN─7 TCN     |
| 3   | Đại Tổ               | 臺素王             | 대소왕             | Daesowang          | 7─22             |

Galsa Phù Dư
| Đời | Tên riêng (Hán Việt) | Tên riêng (Hán tự) | Tên riêng (Hangul) | Tên riêng (Romaja) | Thời gian tại vị |
| --- | -------------------- | ------------------ | ------------------ | ------------------ | ---------------- |
| 1   | Vua của Galsa        | 曷思王             | 갈사왕             | -                  | 21─?             |
| ?   | -                    | 都頭               | 도두               | Dodu               | ?–68             |

### Hậu Phù Dư
| Tên                | Tên                       | Năm trị vì        |
| Tên riêng (Romaja) | Tên riêng (Hangul/Hán tự) | Năm trị vì        |
| ------------------ | ------------------------- | ----------------- |
| Wigutae            | 위구태왕 慰仇太王         | ?–?, thế kỉ 2 TCN |
| Ganwigeo           | 간위거왕 簡位居王         | ?–?, thế kỉ 3 TCN |
| Maryeo             | 마려왕 麻余王             | ?–?, thế kỉ 3 TCN |
| ···                | ···                       | ···               |
| Hyeon              | 현왕 玄王                 | ?–346             |
| Yeoul              | 여울왕 餘蔚王             | ?–384             |
| ···                | ···                       | ···               |
| Jan                | 잔 孱                     | ?–494             |

## Cao Câu Ly
Cao Câu Ly (37 TCN - 668) là một trong 3 nước thời Tam quốc Triều Tiên. Các nhà cai trị của Cao Câu Ly hay sử dụng danh hiệu Thái Vương (太王, "Vua vĩ đại").[1]
| Đời | Thụy hiệu[2]              | Thụy hiệu[2] | Thụy hiệu[2] | Thụy hiệu[2]         | Tên[3]                          | Tên[3]             | Tên[3]             | Tên[3]                    | Thời gian trị vì |
|     | Hán Việt                  | Chữ Hán      | Hangul       | Romaja               | Hán Việt                        | Chữ Hán            | Hangul             | Romaja                    |                  |
| 1   | Đông Minh Thánh Vương     | 東明聖王     | 동명성왕     | Dongmyeong-seongwang | Cao Chu Mông                    | 高朱蒙             | 고주몽             | Gojumong                  | 37–19 TCN        |
| 2   | Lưu Ly Minh Vương         | 琉璃明王     | 유리명왕     | Yurimyeong-wang      | Giải Loại Lợi                   | 解類利             | 해유리             | Hae Yuri                  | 19 TCN - 18 CN   |
| 3   | Đại Vũ Thần Vương         | 大武神王     | 대무신왕     | Daemusin-wang        | Giải Vô Tuất                    | 解無恤             | 해무휼             | Hae Muhyul                | 18-44            |
| 4   | Mẫn Trung Vương           | 閔中王       | 민중왕       | Minjung-wang         | Giải Sắc Chu                    | 解色朱             | 해색주             | Hae Saek-ju               | 44-48            |
| 5   | Mộ Bản Vương              | 慕本王       | 모본왕       | Mobon-wang           | Giải Ưu/Ái Lâu/Mạc Lai          | 解憂/愛婁/莫來     | 해우/애루/막래     | Hae U/Aeru/Mangnae        | 48-53            |
| 6   | Thái Tổ (Đại) Vương       | 太祖(大)王   | 태조(대)왕   | Taejo-(dae)wang      | Cao Cung/Ư Sấu                  | 高宮/於漱          | 고궁/어수          | Go Gung/Eosu              | 53-146           |
| 7   | Thứ Đại Vương             | 次大王       | 차대왕       | Chadae-wang          | Cao Toại Thành                  | 高遂成             | 고수성             | Go Suseong                | 146–165          |
| 8   | Tân Đại Vương             | 新大王       | 신대왕       | Sindae-wang          | Cao Bách Cố/Bách Câu            | 高伯固/伯句        | 고백고/백구        | Go Baekgo/Baekgu          | 165–179          |
| 9   | Cố Quốc Xuyên Vương       | 故國川王     | 고국천왕     | Gogukcheon-wang      | Cao Nam Vũ                      | 高男武             | 고남무             | Go Nammu                  | 179–197          |
| 10  | Sơn Thượng Vương          | 山上王       | 산상왕       | Sansang-wang         | Cao Diên Ưu/Y Di Mô             | 高延優/伊夷模      | 고연우/이이모      | Go Yeon-u/I-imo           | 197–227          |
| 11  | Đông Xuyên Vương          | 東川王       | 동천왕       | Dongcheon-wang       | Ưu Vị Cư/Giao Trệ               | 憂位居/郊彘        | 우위거/위궁/교체   | Uwigeo/Wigung/Gyoche      | 227–248          |
| 12  | Trung Xuyên Vương         | 中川王       | 중천왕       | Jungcheon-wang       | Cao Nhiên Phất                  | 高然弗             | 고연불             | Go Yeon-bul               | 248–270          |
| 13  | Tây Xuyên Vương           | 西川王       | 서천왕       | Seocheon-wang        | Cao Dược Lô/Nhược Hữu           | 高藥盧/若友        | 고약로/약우        | Go Yak-ro/Yak-u           | 270–292          |
| 14  | Phong Thượng Vương        | 烽上王       | 봉상왕       | Bongsang-wang        | Cao Tương Phu/Sáp Thỉ Lâu       | 高相夫/歃矢婁      | 고상부/삽시루      | Go Sang-bu/Sapsiru        | 292–300          |
| 15  | Mỹ Xuyên Vương            | 美川王       | 미천왕       | Micheon-wang         | Cao Ất Phất/Ất Phất Lợi/Ưu Phất | 高乙弗/乙弗利/憂弗 | 고을불/을불리/우불 | Go Eul-bul/Eulbulli/U-bul | 300–331          |
| 16  | Cố Quốc Nguyên Vương      | 故國原王     | 고국원왕     | Gogugwon-wang        | Cao Tư Do/Lưu/Chiêu             | 高斯由/劉/釗       | 고사유/유/쇠       | Go Sayu/Yu/Soe            | 331-371          |
| 17  | Tiểu Thú Lâm Vương        | 小獸林王     | 소수림왕     | Sosurim-wang         | Cao Khâu Phu                    | 高丘夫             | 고구부             | Go Gubu                   | 371–384          |
| 18  | Cố Quốc Nhưỡng Vương      | 故國壤王     | 고국양왕     | Gogugyang-wang       | Cao Y Liên/Y Tốc/Ư Chỉ Chi      | 高伊連/伊速/於只支 | 고이련/이속/어지지 | Go I-ryeon/Isok/Eojiji    | 384–391          |
| 19  | Quảng Khai Thổ Thái Vương | 廣開土太王   | 광개토태왕   | Gwanggaeto-taewang   | Cao Đàm Đức/An                  | 高談德/安          | 고담덕/안          | Go Damdeok/An             | 391–413          |
| 20  | Trường Thọ Vương          | 長壽王       | 장수왕       | Jangsu-wang          | Cự Liên/Liễn                    | 巨連/璉            | 거련/연            | Georyeon/Yeon             | 413–491          |
| 21  | Văn Tư Minh Vương         | 文咨明王     | 문자명왕     | Munja-myeong-wang    | La Vận                          | 羅運               | 나운               | Naun                      | 491–519          |
| 22  | An Tạng Vương             | 安藏王       | 안장왕       | Anjang-wang          | Hưng An                         | 興安               | 흥안               | Heung-an                  | 519–531          |
| 23  | An Nguyên Vương           | 安原王       | 안원왕       | Anwon-wang           | Bảo Diên                        | 寶延               | 보연               | Bo-yeon                   | 531–545          |
| 24  | Dương Nguyên Vương        | 陽原王       | 양원왕       | Yangwon-wang         | Bình Thành                      | 平城               | 평성               | Pyeong-seong              | 545–559          |
| 25  | Bình Nguyên Vương         | 平原王       | 평원왕       | Pyeongwon-wang       | Dương Thành/Thang               | 陽成/湯            | 양성/탕            | Yangseong/Tang            | 559—590          |
| 26  | Anh Dương Vương           | 嬰陽王       | 영양왕       | Yeongyang-wang       | Nguyên/Đại Nguyên               | 元/大元            | 원/대원            | Won/Daewon                | 590–618          |
| 27  | Vinh Lưu Vương            | 榮留王       | 영류왕       | Yeongnyu-wang        | Kiến Vũ/Thành                   | 建武/成            | 건무/성            | Geonmu/Seong              | 618-642          |
| 28  | Bảo Tạng Vương            | 寶臧王       | 보장왕       | Bojang-wang          | Tạng/Bảo Tạng                   | 藏/宝藏            | 장/보장            | Jang/Bojang               | 642–668          |

Chú thích: 
[1] Hồ sơ riêng của Cao Câu Ly về một số vị vua, đặc biệt là vua thứ 19 (Quảng Khai Thổ Thái Vương), có sử dụng danh hiệu Thái Vương, đại khái có nghĩa là Vua vĩ đại nhất. Một số người cho rằng danh hiệu này nên được dịch là "Hoàng đế", tương đương với danh hiệu 皇帝 của Trung Quốc, nhưng điều này không được chấp nhận rộng rãi. Các văn bản lịch sử Triều Tiên hoàn chỉnh nhất và lâu đời nhất hiện nay, Tam quốc sử ký (Samguk Sagi) và Tam quốc di sự (Samguk Yusa), xuất hiện một thế kỷ sau khi Cao Câu Ly sụp đổ, sử dụng danh hiệu "Wang", có nghĩa là vua.
[2] Tên vua nói chung xuất phát từ vị trí chôn cất của nhà vua, và không nhất thiết tương ứng với khái niệm 諡號 của Trung Quốc.
[3] Vua Cao Câu Ly mang họ Cao (Go), ngoại trừ vua thứ 2 (Lưu Ly), người mang họ Hae. Tất cả các vua được ghi nhận là thuộc về cùng một dòng máu theo chế độ phụ hệ. Vẫn chưa rõ liệu đây là phiên âm khác nhau của một cái tên, hoặc bằng chứng của một cuộc đấu tranh quyền lực.
Sources: http://kdaq.empas.com/koreandb/history/koreanking/html/person/koguryeo_king.html (The Academy of Korean Studies) and http://enc.daum.net/dic100//topView.do (Korea Britannica Corp.)

## Bách Tế
Bách Tế (18 TCN - 660) là một trong 3 nước thời Tam quốc Triều Tiên. Thụy hiệu và tên riêng là như nhau.
| Đời | Thụy hiệu         | Thụy hiệu | Thụy hiệu | Thụy hiệu                                                                            | Thời gian trị vì |
|     | Hán Việt          | chữ Hán   | Hangul    | Romaja                                                                               |                  |
| 1   | Ôn Tộ Vương       | 溫祚王    | 온조왕    | Onjo-wang                                                                            | 18 TCN – 29 CN   |
| 2   | Đa Lâu Vương      | 多婁王    | 다루왕    | Daru                                                                                 | 29–77            |
| 3   | Kỉ Lâu Vương      | 己婁王    | 기루왕    | Giru                                                                                 | 77–128           |
| 4   | Cái Lâu Vương     | 蓋婁王    | 개루왕    | Gaeru                                                                                | 128–166          |
| 5   | Tiếu Cổ Vương     | 肖古王    | 초고왕    | Chogo hoặc Sogo (소고왕, 素古王)                                                     | 166–214          |
| 6   | Cừu Thủ Vương     | 仇首王    | 구수왕    | Gusu hoặc Guisu (귀수왕, 貴須王)                                                     | 214–234          |
| 7   | Sa Bạn Vương      | 沙泮王    | 사반왕    | Saban hoặc Sai (사이왕, 沙伊王)                                                      | 234              |
| 8   | Cổ Nhĩ Vương      | 古爾王    | 고이왕    | Goi hoặc Gui (구이군, 久爾君)                                                        | 234–286          |
| 9   | Trách Kê Vương    | 責稽王    | 책계왕    | Chaekgye hoặc Cheonggye (청계왕, 靑稽王)                                             | 286–298          |
| 10  | Phần Tây Vương    | 汾西王    | 분서왕    | Bunseo                                                                               | 298–304          |
| 11  | Bỉ Lưu Vương      | 比流王    | 비류왕    | Biryu                                                                                | 304–344          |
| 12  | Khế Vương         | 契王      | 계왕      | Gye                                                                                  | 344–346          |
| 13  | Cận Tiếu Cổ Vương | 近肖古王  | 근초고왕  | Geunchogo hoặc Chogo (초고왕, 肖古王) hoặc Sokgo (속고왕, 速古王)                    | 346–375          |
| 14  | Cận Cừu Thủ Vương | 近仇首王  | 근구수왕  | Geun-gusu hoặc Guisu (귀수왕, 貴首王)                                                | 375–384          |
| 15  | Chẩm Lưu Vương    | 枕流王    | 침류왕    | Chimnyu                                                                              | 384–385          |
| 16  | Thần Tư Vương     | 辰斯王    | 진사왕    | Jinsa hoặc Buyeohui (부여휘, 扶餘暉)                                                 | 385–392          |
| 17  | A Sân Vương       | 阿莘王    | 아신왕    | Asin hoặc Aha (아화왕, 阿華王)                                                       | 392–405          |
| 18  | Thiển Chi Vương   | 腆支王    | 전지왕    | Jeonji hoặc Jikji (직지왕, 直支王) hoặc Jinji (진지왕, 眞支王)                       | 405–420          |
| 19  | Cửu Nhĩ Tân Vương | 久爾辛王  | 구이신왕  | Gu-isin                                                                              | 420–427          |
| 20  | Bì Hữu Vương      | 毗有王    | 비유왕    | Biyu hoặc Yeobi (여비, 餘毗)                                                         | 427–454          |
| 21  | Cái Lỗ Vương      | 蓋鹵王    | 개로왕    | Gaero hoặc Yeogyeong (여경, 餘慶)                                                    | 454–475          |
| 22  | Văn Chu Vương     | 文周王    | 문주왕    | Munju                                                                                | 475–477          |
| 23  | Tam Cân Vương     | 三斤王    | 삼근왕    | Samgeun hoặc Mun-geun (문근왕, 文斤王)                                               | 477–479          |
| 24  | Đông Thành Vương  | 東城王    | 동성왕    | Dongseong                                                                            | 479–501          |
| 25  | Vũ Ninh Vương     | 武寧王    | 무령왕    | Muryeong hoặc Sama (사마왕, 斯麻王), Do (도왕, 嶋王), hoặc Horyeong (호령왕, 虎寧王) | 501–523          |
| 26  | Thánh Vương       | 聖王      | 성왕      | Seong hoặc Myeong (명왕, 明王) hoặc Seongmyeong (성명왕, 聖明王)                     | 523–554          |
| 27  | Uy Đức Vương      | 威德王    | 위덕왕    | Wideok hoặc Chang (창왕, 昌王)                                                       | 554–598          |
| 28  | Huệ Vương         | 惠王      | 혜왕      | Hye hoặc Heon (헌왕, 獻王)                                                           | 598–599          |
| 29  | Pháp Vương        | 法王      | 법왕      | Beop                                                                                 | 599–600          |
| 30  | Vũ Vương          | 武王      | 무왕      | Mu hoặc Mugang (무강왕, 武康王) hoặc Mugwang (무광왕,武廣王)                         | 600–641          |
| 31  | Nghĩa Từ Vương    | 義慈王    | 의자왕    | Uija                                                                                 | 641–660          |

*Source:  Lưu trữ ngày 24 tháng 8 năm 2006 tại Wayback Machine

## Tân La
Tân La là một trong 3 nước thời Tam quốc Triều Tiên. Trong những năm đầu, Tân La được cai trị bởi các dòng họ Phác, Tích và Kim. Người cai trị của Triều đại Tân La có nhiều danh hiệu khác nhau, bao gồm Isageum, Maripgan, và Daewang. Giống như một số vua Bách tế, một số vua Tân La cũng tự xưng hoàng đế.

### Thời Tam Quốc
Dòng họ Phác (Pak, Bak, Park)
| Đời | Thụy hiệu                   | Thụy hiệu      | Thụy hiệu                                                                                  | Thụy hiệu            | Thời gian trị vì |
|     | Hán Việt                    | chữ Hán        | Hangul                                                                                     | Romaja               |                  |
| 1   | Phác Hách Cư Thế cư tây can | 朴赫居世居西干 | 혁거세 거서간                                                                              | Hyeokgeose Geoseogan | 57 TCN – 4 CN    |
| 2   | Nam Giải thứ thứ hùng       | 南解次次雄     | 남해 차차웅                                                                                | Namhae Chachaung     | 4–24             |
| 3   | Nho Lý ni sư kim            | 儒理尼師今     | 유리이사금 (Vua Hách Cư Thế đến Nho Lý sử dụng danh hiệu Isageum, từ cổ cho "nhà cai trị") | Yuri Yisageum        | 24–57            |
| 4   | Thoát Giải ni sư kim        | 脫解尼師今     | 탈해이사금                                                                                 | Talhae Isageum       | 57–80            |
| 5   | Bà Sa ni sư kim             | 婆娑尼師今     | 파사이사금                                                                                 | Pasa Isageum         | 80–112           |
| 6   | Kỳ Ma ni sư kim             | 祗摩尼師今     | 지마이사금                                                                                 | Jima Isageum         | 112–134          |
| 7   | Dật Thánh ni sư kim         | 逸聖尼師今     | 일성이사금                                                                                 | Ilseong Isageum      | 134–154          |
| 8   | A Đạt La ni sư kim          | 阿達羅尼師今   | 아달라이사금                                                                               | Adalla Isageum       | 154–184          |

Dòng họ Tích (Seok)
| Đời | Thụy hiệu            | Thụy hiệu  | Thụy hiệu  | Thụy hiệu        | Thời gian trị vì |
|     | Hán Việt             | chữ Hán    | Hangul     | Romaja           |                  |
| 9   | Phạt Hưu ni sư kim   | 伐休尼師今 | 벌휴이사금 | Beolhyu Isageum  | 184–196          |
| 10  | Nại Giải ni sư kim   | 奈解尼師今 | 내해이사금 | Naehae Isageum   | 196–230          |
| 11  | Trợ Bôn ni sư kim    | 助賁尼師今 | 조분이사금 | Jobun Isageum    | 230–247          |
| 12  | Triêm Giải ni sư kim | 沾解尼師今 | 첨해이사금 | Cheomhae Isageum | 247–261          |

Dòng họ Kim
| Đời | Thụy hiệu               | Thụy hiệu  | Thụy hiệu | Thụy hiệu           | Thời gian trị vì |
|     | Hán Việt                | chữ Hán    | Hangul | Romaja              |                  |
| 13  | Vị Trâu ni sư kim       | 味鄒尼師今 | 미추이사금 | Michu Isageum       | 262–284          |
| 14  | Nho Lễ ni sư kim        | 儒禮尼師今 | 유례이사금 | Yurye Isageum       | 284–298          |
| 15  | Cơ Lâm ni sư kim        | 基臨尼師今 | 기림이사금 | Girim Isageum       | 298–310          |
| 16  | Ngật Giải ni sư kim     | 訖解尼師今 | 흘해이사금 | Heulhae Isageum     | 310–356          |
| 17  | Nại Vật ni sư kim       | 奈勿麻立干 | 내물마립간 (Vua Thoát Giải đến Nại Vật sử dụng danh hiệu Maripgan, từ cổ cho "nhà cai trị")                                       | Naemul Maripgan     | 356–402          |
| 18  | Thực Thánh ni sư kim    | 實聖麻立干 | 실성마립간 | Silseong Maripgan   | 402–417          |
| 19  | Nột Kỳ ma lập can       | 訥祗麻立干 | 눌지마립간 | Nulji Maripgan      | 417–458          |
| 20  | Từ Bi ma lập can        | 慈悲麻立   | 자비마립간 | Jabi Maripgan       | 458–479          |
| 21  | Chiếu Trí ma lập can    | 炤智麻立干 | 소지마립간 | Soji Maripgan       | 479–500          |
| 22  | Trí Chứng Vương         | 智證王     | 지증왕 (Vua Trí Chứng đến Định Khang sử dụng danh hiệu Wang (tiếng Triều Tiên hiện đại cho Vua), ngoại trừ một số người bên dưới) | Jijeung-wang        | 500–514          |
| 23  | Pháp Hưng Thái Vương    | 法興太王   | 법흥태왕 (Pháp Hưng Thái Vương được dịch từ Beopheung Taewang, "Taewang" có nghĩa là "vua vĩ đại")                                | Beopheung Taewang   | 514–540          |
| 24  | Chân Hưng Thái Vương    | 眞興太王   | 진흥태왕 (Chân Hưng Thái Vương được dịch từ Jinheung Taewang, "Taewang" có nghĩa là "vua vĩ đại")                                 | Jinheung Taewang    | 540–576          |
| 25  | Chân Trí Vương          | 眞智王     | 진지왕 | Jinji               | 576–579          |
| 26  | Chân Bình Vương         | 眞平王     | 진평왕 | Jinpyeong           | 579–632          |
| 27  | Thiện Đức nữ vương      | 善德女王   | 선덕여왕 | Seondeok yeowang    | 632–647          |
| 28  | Chân Đức nữ vương       | 眞德女王   | 진덕여왕 | Jindeok yeowang     | 647–654          |
| 29  | Thái Tông Vũ Liệt Vương | 太宗武烈王 | 태종무열왕 (Thái Tông Vũ Liệt Vương được dịch từ Muyeol Daewang, "Daewang" có nghĩa là "vua vĩ đại")                              | Taejong Muyeol-wang | 654–661          |

### Tân La Thống nhất(họ Kim)
| Đời | Thụy hiệu | Thụy hiệu | Thụy hiệu | Thụy hiệu         | Thời gian trị vì |
|     | Hán Việt | chữ Hán   | Hangul    | Romaja            |                  |
| 30  | Văn Vũ Vương                                                                                                 | 文武大王  | 문무대왕  | Munmu             | 661–681          |
| 31  | Thần Văn Vương                                                                                               | 神文王    | 신문왕    | Sinmun            | 681–691          |
| 32  | Hiếu Chiêu Vương                                                                                             | 孝昭王    | 효소왕    | Hyoso             | 692–702          |
| 33  | Thánh Đức Đại Vương (Thánh Đức Đại Vương được dịch từ Seongdeok Daewang, "Daewang" có nghĩa là "vua vĩ đại") | 聖德大王  | 성덕대왕  | Seongdeok Daewang | 702–737          |
| 34  | Hiếu Thành Vương                                                                                             | 孝成王    | 효성왕    | Hyoseong          | 737–742          |
| 35  | Cảnh Đức Vương                                                                                               | 景德王    | 경덕왕    | Gyeongdeok        | 742–765          |
| 36  | Huệ Cung Vương                                                                                               | 惠恭王    | 혜공왕    | Hyegong           | 765–780          |
| 37  | Tuyên Đức Vương                                                                                              | 宣德王    | 선덕왕    | Seondeok          | 780–785          |
| 38  | Nguyên Thánh Vương                                                                                           | 元聖王    | 원성왕    | Wonseong          | 785–798          |
| 39  | Chiêu Thánh Vương                                                                                            | 昭聖王    | 소성왕    | Soseong           | 798–800          |
| 40  | Ai Trang Vương                                                                                               | 哀莊王    | 애장왕    | Aejang            | 800–809          |
| 41  | Hiến Đức Vương                                                                                               | 憲德王    | 헌덕왕    | Heondeok          | 809–826          |
| 42  | Hưng Đức Vương                                                                                               | 興德王    | 흥덕왕    | Heungdeok         | 826–836          |
| 43  | Hi Khang Vương                                                                                               | 僖康王    | 희강왕    | Huigang           | 836–838          |
| 44  | Mẫn Ai Vương                                                                                                 | 閔哀王    | 민애왕    | Minae             | 838–839          |
| 45  | Thần Vũ Vương                                                                                                | 神武王    | 신무왕    | Sinmu             | 839              |
| 46  | Văn Thánh Vương                                                                                              | 文聖王    | 문성왕    | Munseong          | 839–857          |
| 47  | Hiến An Vương                                                                                                | 憲安王    | 헌안왕    | Heonan            | 857–861          |
| 48  | Cảnh Văn Vương                                                                                               | 景文王    | 경문왕    | Gyeongmun         | 861–875          |
| 49  | Hiến Khang Vương                                                                                             | 憲康王    | 헌강왕    | Heongang          | 875–886          |
| 50  | Định Khang Vương                                                                                             | 定康王    | 정강왕    | Jeonggang         | 886–887          |
| 51  | Chân Thánh nữ vương                                                                                          | 眞聖女王  | 진성여왕  | Jinseong yeowang  | 887–897          |
| 52  | Hiếu Cung Vương                                                                                              | 孝恭王    | 효공왕    | Hyogong           | 897–912          |
| 53  | Thần Đức Vương                                                                                               | 神德王    | 신덕왕    | Sindeok           | 913–917          |
| 54  | Cảnh Minh Vương                                                                                              | 景明王    | 경명왕    | Gyeongmyeong      | 917–924          |
| 55  | Cảnh Ai Vương                                                                                                | 景哀王    | 경애왕    | Gyeongae          | 924–927          |
| 56  | Kính Thuận Vương                                                                                             | 敬順王    | 경순왕    | Gyeongsun         | 927–935          |

## Liên minh Già Da
Già Da (42–562) bao gồm một số nước nhỏ. Tất cả các nhà lãnh đạo của Gaya mang anh hiệu Wang ("Vua").

### Kim Quan Già Da
Kim Quan Già Da (42–532) là một phần của Già Da
| Đời | Thụy hiệu        | Thụy hiệu | Thụy hiệu | Thụy hiệu     | Thời gian trị vì |
|     | Hán Việt         | chữ Hán   | Hangul    | Romaja        |                  |
| 1   | Thủ Lộ Vương     | 首露王    | 수로왕    | Suro-wang     | 42-199           |
| 2   | Cư Đăng Vương    | 居登王    | 거등왕    | Geodeung-wang | 199–259          |
| 3   | Ma Phẩm Vương    | 麻品王    | 마품왕    | Mapum-wang    | 259–291          |
| 4   | Cư Sất Di Vương  | 居叱彌王  | 거질미왕  | Geojilmi-wang | 291–346          |
| 5   | Y Thi Phẩm Vương | 伊尸品王  | 이시품왕  | Isipum-wang   | 346–407          |
| 6   | Tọa Tri Vương    | 坐知王    | 좌지왕    | Jwaji-wang    | 407–421          |
| 7   | Xuy Hi Vương     | 吹希王    | 취희왕    | Chwihui-wang  | 421–451          |
| 8   | Chí Tri Vương    | 銍知王    | 질지왕    | Jilji-wang    | 451–492          |
| 9   | Kiềm Tri Vương   | 鉗知王    | 겸지왕    | Gyeomji-wang  | 492–521          |
| 10  | Cừu Hành Vương   | 仇衡王    | 구형왕    | Guhyeong-wang | 521-532          |

### Đại Già Da
Đại Già Da (42–562) là một phần của Già Da
| Đời      | Thụy hiệu                        | Thụy hiệu     | Thụy hiệu  | Thụy hiệu     | Thời gian trị vì |
|          | Hán Việt                         | chữ Hán       | Hangul     | Romaja        |                  |
| 1        | Y Trân A Thị Vương               | 伊珍阿豉王    | 이진아시왕 | Ijin-asi-wang | 42 CN–?          |
| 3 hoặc 4 | Cẩm Lâm Vương                    | 錦林王        | 금림왕     | Geumnim       | ?–?              |
| không rõ | Hà Tri Vương                     | 荷知王        | 하지왕     | Haji-wang     | ?–?              |
| 6 hoặc 7 | Gia Tất Vương hay Gia Thực Vương | 嘉悉王 嘉實王 | 가실왕     | Gasil-wang    | ?–?              |
| 9        | Dị Não Vương                     | 異腦王        | 이뇌왕     | Inoe-wang     | ?–?              |
| 16       | Đạo Thiết Trí Vương              | 道設智王      | 도설지왕   | Doseolji-wang | ?–562            |

## Bột Hải
Bột Hải là một vương quốc cổ đại của Triều Tiên được thành lập sau sự sụp đổ của Cao Câu Ly. Bột Hải chiếm phần phía nam của Đông Bắc Trung Quốc và Primorsky, và một phần phía bắc của bán đảo Triều Tiên.
| Đời | Thụy hiệu   | Thụy hiệu | Thụy hiệu | Thụy hiệu  | Tên              | Tên     | Tên    | Tên              | Thời gian trị vì |
|     | Hán Việt    | chữ Hán   | Hangul    | Romaja     | Hán Việt         | chữ Hán | Hangul | Romaja           |                  |
| 1   | Cao Vương   | 高王      | 고왕      | Go-wang    | Đại Tộ Vinh      | 大祚榮  | 대조영 | Dae Jo-yeong     | 699–719          |
| 2   | Vũ Vương    | 武王      | 무왕      | Mu-wang    | Đại Vũ Nghệ      | 大武藝  | 대무예 | Dae Muye         | 718–737          |
| 3   | Văn Vương   | 文王      | 문왕      | Mun-wang   | Đại Khâm Mậu     | 大祚榮  | 대흠무 | Dae Heum-mu      | 737–793          |
| 4   | Không có    | -         | -         | -          | Đại Nguyên Nghĩa | 大元義  | 대원의 | Dae Won-ui       | 793–794          |
| 5   | Thành Vương | 成王      | 성왕      | Seong-wang | Đại Hoa Dư       | 大華與  | 대화여 | Dae Hwa-yeo      | 794              |
| 6   | Khang Vương | 康王      | 강왕      | Gang-wang  | Đại Tung Lân     | 大嵩璘  | 대숭린 | Dae Sung-rin     | 795–809          |
| 7   | Định Vương  | 定王      | 정왕      | Jeong-wang | Đại Nguyên Du    | 大元瑜  | 대원유 | Dae Won-yu       | 809–812?         |
| 8   | Hi Vương    | 僖王      | 희왕      | Hui-wang   | Đại Ngôn Nghĩa   | 大言義  | 대언의 | Dae Eon-ui       | 812?–817         |
| 9   | Giản Vương  | 簡王      | 간왕      | Gan-wang   | Đại Minh Trung   | 大明忠  | 대명충 | Dae Myeong-chung | 817–818          |
| 10  | Tuyên Vương | 宣王      | 선왕      | Seon-wang  | Đại Nhân Tú      | 大仁秀  | 대인수 | Dae In-su        | 818-830          |
| 11  | Hòa Vương   | -         | -         | -          | Đại Di Chấn      | 大彝震  | 대이진 | Dae Ijin         | 830–857          |
| 12  | Không rõ    | -         | -         | -          | Đại Kiền Hoảng   | 大虔晃  | 대건황 | Dae Geon-hwang   | 857-871          |
| 13  | Cảnh Vương  | -         | -         | -          | Đại Huyền Tích   | 大玄錫  | 대현석 | Dae Hyeon-seok   | 871–895          |
| 14  | Không có    | -         | -         | -          | Đại Vĩ Hài       | 大瑋瑎  | 대위해 | Dae Wi-hae       | 894–906          |
| 15  | Không có    | -         | -         | -          | Đại Nhân Soạn    | 大諲譔  | 대인선 | Dae Inseon       | 906–926          |

## Hậu Cao Câu Ly
Hậu Cao Câu Ly (901-918), còn được gọi là Ma Chấn hoặc Thái Phong, được thành lập bởi Cung Duệ, một hoàng tử bị bỏ rơi của Tân La. Cung Duệ tham gia cuộc khởi nghĩa của Lương Cát nhưng lại lật đổ ông này và thành lập một vương quốc mới, đặt tên nó là Hậu Cao Câu Ly. Cung Duệ hóa ra là một bạo chúa, và bị lật đổ bởi các tướng lĩnh của ông, mở đường cho tướng Vương Kiến, người thành lập Cao Ly.
| Tên      | Tên                              | Tên                              | Tên                                          | Thời gian trị vì |
| -------- | -------------------------------- | -------------------------------- | -------------------------------------------- | ---------------- |
| Hán Việt | chữ Hán                          | Hangul                           | Romaja                                       |                  |
| Cung Duệ | 弓裔, 武泰, 聖冊, 水德萬歲, 政開 | 궁예, 무태, 성책, 수덕만세, 정개 | Gung Ye, Seongchaek, Sudeok-Manse, Jeong-gae | 901–918          |

## Hậu Bách Tế
Hậu Bách Tế (900-936) được thành lập bởi Chân Huyên, một vị tướng trong thời kỳ Tân La suy yếu. Từ đó bắt đầu thời Hậu Tam Quốc. Hậu Bách Tế gặp sự sụp đổ của nó dưới bàn tay của chính Chân Huyên, người sau này đã dẫn quân đội Cao Ly cùng với Cao Ly Thái Tổ để bắt Thần Kiếm, hoàng tử Hậu Bách Tế, người đã phản bội Chân Huyên.
| Tên        | Tên        | Tên        | Tên                   | Thời gian trị vì |
| ---------- | ---------- | ---------- | --------------------- | ---------------- |
| Hán Việt   | chữ Hán    | Hangul     | Romaja                |                  |
| Chân Huyên | 甄萱, 正開 | 견훤, 정개 | Gyeon Hwon, Jeong-gae | 900-935          |
| Thần Kiếm  | 神劍, 正開 | 신검, 정개 | Sin Geom, Jeong-gae   | 935–936          |

## Cao Ly
Cao Ly được cai trị bởi dòng họ Vương. Người cai trị đầu tiên mang miếu hiệu Thái Tổ, có nghĩa là "tổ tiên vĩ đại", và được áp dụng cho vị vua đầu tiên của cả Cao Ly và Triều Tiên. Bắt đầu với vua Quang Tông, người cai trị của Cao Ly xưng hoàng đế, với ba vua đầu tiên được truy tặng miếu hiệu này sau khi qua đời. Tuy nhiên, sau cuộc chinh phục của Mông Cổ danh hiệu của người cai trị bị giáng xuống thành Vương.
Hai mươi ba vị vua tiếp theo (cho đến vua Nguyên Tông) cũng được gọi bằng miếu hiệu của họ, kết thúc bằng "Tông". Bắt đầu với vua Trung Liệt Vương (vua thứ 25), tất cả các vị vua còn lại của Cao Ly dùng danh hiệu "Vương" như là một phần của miếu hiệu của họ.
| Đời | Miếu hiệu   | Miếu hiệu | Miếu hiệu | Miếu hiệu  | Thụy hiệu                                           | Thụy hiệu                | Thụy hiệu                 | Thụy hiệu                                 | Tên                                     | Tên            | Tên            | Tên                        | Thời gian trị vì    |
|     | Hán Việt    | chữ Hán   | Hangul    | Romaja     | Hán Việt                                            | chữ Hán                  | Hangul                    | Romaja                                    | Hán Việt                                | chữ Hán        | Hangul         | Romaja                     |                     |
| 1   | Thái Tổ     | 太祖      | 태조      | Taejo      | Thần Thánh Đại Vương                                | 神聖大王                 | 신성대왕                  | Sinseong-Daewang                          | Vương Kiến                              | 王建           | 왕건           | Wang Geon                  | 918–943             |
| 2   | Huệ Tông    | 惠宗      | 혜종      | Hyejong    |                                                     |                          |                           |                                           | Vương Vũ                                | 王武           | 왕무           | Wang Mu                    | 943–945             |
| 3   | Định Tông   | 定宗      | 정종      | Jeongjong  |                                                     |                          |                           |                                           | Vương Nghiêu                            | 王堯           | 왕요           | Wang Yo                    | 946–949             |
| 4   | Quang Tông  | 光宗      | 광종      | Gwangjong  | Hoằng Đạo- Tuyên Liệt Bình Thế- Đại Thành Đại Vương | 弘道- 宣烈平世- 大成大王 | 홍도- 선열평세- -대성대왕 | Hongdo- seonyeolpyeongse- daeseongdaewang | Vương Chiêu                             | 王昭           | 왕소           | Wang So                    | 949–975             |
| 5   | Cảnh Tông   | 景宗      | 경종      | Gyeongjong |                                                     |                          |                           |                                           | Vương Trụ                               | 王胄           | 왕주           | Wang Ju                    | 975–981             |
| 6   | Thành Tông  | 成宗      | 성종      | Seongjong  |                                                     |                          |                           |                                           | Vương Trị                               | 王治           | 왕치           | Seongjong                  | 981–997             |
| 7   | Mục Tông    | 穆宗      | 목종      | Mokjong    |                                                     |                          |                           |                                           | Vương Tụng                              | 王誦           | 왕송           | Wang Song                  | 997–1009            |
| 8   | Hiển Tông   | 顯宗      | 현종      | Hyeonjong  |                                                     |                          |                           |                                           | Vương Tuân                              | 王詢           | 왕순           | Wang Sun                   | 1009–1031           |
| 9   | Đức Tông    | 德宗      | 덕종      | Deokjong   |                                                     |                          |                           |                                           | Vương Khâm                              | 王欽           | 왕흠           | Wang Heum                  | 1031–1034           |
| 10  | Tĩnh Tông   | 靖宗      | 정종      | Jeongjong  |                                                     |                          |                           |                                           | Vương Hanh                              | 王亨           | 왕형           | Wang Hyeong                | 1034–1046           |
| 11  | Văn Tông    | 文宗      | 문종      | Munjong    |                                                     |                          |                           |                                           | Vương Huy                               | 王徽           | 왕휘           | Wang Hwi                   | 1046–1083           |
| 12  | Thuận Tông  | 順宗      | 순종      | Sunjong    |                                                     |                          |                           |                                           | Vương Huân                              | 王勳           | 왕훈           | Wang Hun                   | 1083                |
| 13  | Tuyên Tông  | 宣宗      | 선종      | Seonjong   |                                                     |                          |                           |                                           | Vương Vận                               | 王運           | 왕운           | Wang Un                    | 1083–1094           |
| 14  | Hiến Tông   | 獻宗      | 헌종      | Heonjong   |                                                     |                          |                           |                                           | Vương Dục                               | 王昱           | 왕욱           | Wang Uk                    | 1094–1095           |
| 15  | Túc Tông    | 肅宗      | 숙종      | Sukjong    |                                                     |                          |                           |                                           | Vương Hi (về sau Vương Ngung)           | 王熙 王顒      | 왕희 왕옹      | Wang Hui Wang Ong          | 1095–1105           |
| 16  | Duệ Tông    | 睿宗      | 예종      | Yejong     |                                                     |                          |                           |                                           | Vương Ngu                               | 王俁           | 왕우           | Wang U                     | 1105–1122           |
| 17  | Nhân Tông   | 仁宗      | 인종      | Injong     |                                                     |                          |                           |                                           | Vương Giai/Khải                         | 王楷           | 왕해           | Wang Hae                   | 1122–1146           |
| 18  | Nghị Tông   | 毅宗      | 의종      | Uijong     |                                                     |                          |                           |                                           | Vương Hiện                              | 王晛           | 왕현           | Wang Hyeon                 | 1146–1170           |
| 19  | Minh Tông   | 明宗      | 명종      | Myeongjong |                                                     |                          |                           |                                           | Vương Hạo                               | 王皓           | 왕호           | Wang Ho                    | 1170–1197           |
| 20  | Thần Tông   | 神宗      | 신종      | Sinjong    |                                                     |                          |                           |                                           | Vương Trác                              | 王晫           | 왕탁           | Wang Tak                   | 1197–1204           |
| 21  | Hi Tông     | 熙宗      | 희종      | Huijong    |                                                     |                          |                           |                                           | Vương Anh                               | 王韺           | 왕영           | Wang Yeong                 | 1204–1211           |
| 22  | Khang Tông  | 康宗      | 강종      | Gangjong   |                                                     |                          |                           |                                           | Vương Tinh Vương Thụ (Thục) Vương Trinh | 王晶 王璹 王貞 | 왕오 왕숙 왕정 | Wang O Wang Suk Wang Jeong | 1211–1213           |
| 23  | Cao Tông    | 高宗      | 고종      | Gojong     |                                                     |                          |                           |                                           | Vương Triệt                             | 王澈           | 왕철           | Wang Cheol                 | 1213–1259           |
| 24  | Nguyên Tông | 元宗      | 원종      | Wonjong    |                                                     |                          |                           |                                           | Vương Kính                              | 王倎           | 왕식           | Wang Sik                   | 1259–1269 1270–1274 |
| -   | Anh Tông    | 英宗      | 영종      | Yeongjong  |                                                     |                          |                           |                                           | Vương Xương                             | 王淐           | 왕창           | Wang Chang                 | 1269                |
| 25  |             |           |           |            | Trung Liệt Vương                                    | 忠烈王                   | 충렬왕                    | Chungnyeol-wang                           | Vương Thầm                              | 王椹           | 왕거           | Wang Geo                   | 1274–1308           |
| 26  |             |           |           |            | Trung Tuyên Vương                                   | 忠宣王                   | 충선왕                    | Chungseon-wang                            | Vương Chương                            | 王璋           | 왕장           | Wang Jang                  | 1308–1313           |
| 27  |             |           |           |            | Trung Túc Vương                                     | 忠肅王                   | 충숙왕                    | Chungsuk-wang                             | Vương Đảo                               | 王燾           | 왕만           | Wang Man                   | 1313–1330 1332–1339 |
| 28  |             |           |           |            | Trung Huệ Vương                                     | 忠惠王                   | 충혜왕                    | Chunghye-wang                             | Vương Trinh                             | 王禎           | 왕정           | Wang Jeong                 | 1330–1332 1339–1344 |
| 29  |             |           |           |            | Trung Mục Vương                                     | 忠穆王                   | 충목왕                    | Chungmok-wang                             | Vương Hân                               | 王昕           | 왕흔           | Wang Heun                  | 1344–1348           |
| 30  |             |           |           |            | Trung Định Vương                                    | 忠靖王                   | 충정왕                    | Chungjeong-wang                           | Vương Chỉ                               | 王蚳           | 왕저           | Wang Jeo                   | 1348–1351           |
| 31  |             |           |           |            | Cung Mẫn Vương                                      | 恭愍王                   | 공민왕                    | Gongmin-wang                              | Vương Kì                                | 王祺           | 왕전           | Wang Jeon                  |                     |
| 32  |             |           |           |            | U Vương                                             | 禑王                     | 우왕                      | U-wang                                    | Vương U                                 | 王禑           | 왕우           | Wang U                     | 1374–1388           |
| 33  |             |           |           |            | Xương Vương                                         | 昌王                     | 창왕                      | Chang-wang                                | Vương Xương                             | 王昌           | 왕창           | Wang Chang                 | 1388–1389           |
| 34  |             |           |           |            | Cung Nhượng Vương                                   | 恭讓王                   | 공양왕                    | Gongyang-wang                             | Vương Diêu (Dao)                        | 王搖           | 왕요           | Wang Yo                    | 1389–1392           |

## Triều Tiên
Triều Tiên (1392–1910) cai trị bởi dòng họ Lý (Lee/ Yi) là Triều đại nối tiếp Cao Ly. Năm 1897, khi Triều Tiên trở thành Đế quốc Đại Hàn, một số vị vua Triều Tiên được truy tặng miếu hiệu lên đến cấp bậc của hoàng đế.
Vua Triều Tiên có miếu hiệu kết thúc bằng "jo" hoặc "jong". "Jo" (Tổ) được trao cho các vua/hoàng đế đầu tiên của dòng mới trong Triều đại, vua/hoàng đế đầu tiên có tên đặc biệt (Taejo), có nghĩa là "tổ tiên vĩ đại" (xem Cao Ly). "Jong" (Tông) được truy tặng cho tất cả các vị vua/hoàng đế khác. Hai vị vua, Yên Sơn Quân và Quang Hải Quân, không được trao miếu hiệu sau khi Triều đại của họ kết thúc do bị truất phế vương vị.
Mỗi vị vua đều có một thụy hiệu bao gồm các danh hiệu "Wang" ("Vương"), "Hwangje" ("Hoàng đế"), "Daewang" (Đại vương), hoặc "Daeje" (Đại đế).
| Đời | Chân dung                    | Miếu hiệu                         | Miếu hiệu | Miếu hiệu | Miếu hiệu   | Tên            | Tên     | Tên    | Tên            | Thời gian trị vì |
|     |                              | Hán Việt                          | chữ Hán   | Hangul    | Romaja      | Hán Việt       | chữ Hán | Hangul | Romaja         |                  |
| 1   |                              | Thái Tổ                           | 太祖      | 태조      | Taejo       | Lý Thành Quế   | 李成桂  | 이성계 | Lee Seong-gye  | 1392–1398        |
| 2   |                              | Định Tông                         | 定宗      | 정종      | Jeongjong   | Lý Phương Quả  | 李芳果  | 이방과 | Lee Bang-gwa   | 1398–1400        |
| 3   |                              | Thái Tông                         | 太宗      | 태종      | Taejong     | Lý Phương Viễn | 李芳遠  | 이방원 | Lee Bang-won   | 1400–1418        |
| 4   | Tập tin:King Sejong-crop.JPG | Thế Tông                          | 世宗      | 세종      | Sejong      | Lý Tạo         | 李祹    | 이도   | Lee Do         | 1418–1450        |
| 5   |                              | Văn Tông                          | 文宗      | 문종      | Munjong     | Lý Hướng       | 李珦    | 이향   | Lee Hyang      | 1450–1452        |
| 6   |                              | Đoan Tông                         | 端宗      | 단종      | Danjong     | Lý Hoằng Vĩ    | 李弘緯  | 이홍위 | Lee Hong-wi    | 1452–1455        |
| 7   | không khung                  | Thế Tổ                            | 世祖      | 세조      | Sejo        | Lý Nhu         | 李瑈    | 이유   | Lee Yu         | 1455–1468        |
| 8   |                              | Duệ Tông                          | 睿宗      | 예종      | Yejong      | Lý Hoảng       | 李晄    | 이광   | Lee Gwang      | 1468–1469        |
| 9   |                              | Thành Tông                        | 成宗      | 성종      | Seongjong   | Lý Huyện       | 李娎    | 이혈   | Lee Hyeol      | 1469–1494        |
| 10  |                              | Yên Sơn Quân không có miếu hiệu   | 燕山君    | 연산군    | Yeonsangun  | Lý Long        | 李隆    | 이융   | Lee Yung       | 1494–1506        |
| 11  |                              | Trung Tông                        | 中宗      | 중종      | Jungjong    | Lý Dịch        | 李懌    | 이역   | Lee Yeok       | 1506-1544        |
| 12  |                              | Nhân Tông                         | 仁宗      | 인종      | Injong      | Lý Hạo         | 李峼    | 이호   | Lee Ho         | 1544–1545        |
| 13  |                              | Minh Tông                         | 明宗      | 명종      | Myeongjong  | Lý Hoàn        | 李峘    | 이환   | Lee Hwan       | 1545–1567        |
| 14  |                              | Tuyên Tổ                          | 宣祖      | 선조      | Seonjo      | Lý Diên        | 李蚣    | 이연   | Lee Yeon       | 1567–1608        |
| 15  |                              | Quang Hải Quân không có miếu hiệu | 光海君    | 광해군    | Gwanghaegun | Lý Hồn         | 李琿    | 이혼   | Lee Hon        | 1608–1623        |
| 16  |                              | Nhân Tổ                           | 仁祖      | 인조      | Injo        | Lý Tông        | 李倧    | 이종   | Lee Jong       | 1623–1649        |
| 17  |                              | Hiếu Tông                         | 孝宗      | 효종      | Hyojong     | Lý Hạo         | 李淏    | 이호   | Lee Ho         | 1649–1659        |
| 18  |                              | Hiển Tông                         | 顯宗      | 현종      | Hyeonjong   | Lý Túc         | 李棩    | 이연   | Lee Yeon       | 1659–1674        |
| 19  |                              | Túc Tông                          | 肅宗      | 숙종      | Sukjong     | Lý Đôn         | 李焞    | 이순   | Lee Sun        | 1674–1720        |
| 20  |                              | Cảnh Tông                         | 景宗      | 경종      | Gyeongjong  | Lý Quân        | 李昀    | 이윤   | Lee Yun        | 1720–1724        |
| 21  |                              | Anh Tổ                            | 英祖      | 영조      | Yeongjo     | Lý Khâm        | 李昑    | 이금   | Lee Geum       | 1724–1776        |
| 22  |                              | Chính Tổ                          | 正祖      | 정조      | Jeongjo     | Lý Toán        | 李祘    | 이산   | Lee San        | 1776–1800        |
| 23  |                              | Thuần Tổ                          | 純祖      | 순조      | Sunjo       | Lý Công        | 李蚣    | 이공   | Lee Gong       | 1800–1834        |
| 24  |                              | Hiến Tông                         | 憲宗      | 헌종      | Heonjong    | Lý Hoán        | 李奐    | 이환   | Lee Hwan       | 1834–1849        |
| 25  |                              | Triết Tông                        | 哲宗      | 철종      | Cheoljong   | Lý Biện        | 李昪    | 이변   | Lee Byeon      | 1849–1863        |
| 26  |                              | Cao Tông                          | 高宗      | 고종      | Gojong      | Lý Mệnh Phúc   | 李命福  | 이명복 | Lee Myeong-bok | 1863–1897        |

## Đế quốc Đại Hàn
Năm 1897, nhà Triều Tiên trở thành đế quốc Đại Hàn, được kéo dài cho đến năm 1910 thì bị Nhật thôn tính. Về mặt kỹ thuật, các hoàng đế nên được gọi bởi niên hiệu thay vì miếu hiệu, nhưng miếu hiệu hay được sử dụng phổ biến.
| Ảnh | Miếu hiệu  | Miếu hiệu | Miếu hiệu | Miếu hiệu | Tên          | Tên     | Tên    | Tên           | Thời gian trị vì |
| --- | ---------- | --------- | --------- | --------- | ------------ | ------- | ------ | ------------- | ---------------- |
|     | Hán Việt   | chữ Hán   | Hangul    | Romaja    | Hán Việt     | chữ Hán | Hangul | Romaja        |                  |
|     | Cao Tông   | 高宗      | 고종      | Gojong    | Lý Mệnh Phúc | 李命福  | 이명복 | Yi Myeong-bok | 1897–1907        |
|     | Thuần Tông | 純宗      | 순종      | Sunjong   | Lý Thác      | 李拓    | 이척   | Yi Cheok      | 1907–1910        |